# Hollands U/18-fodboldlandshold
Hollands U/18 fodboldlandsholdHollands landshold for fodboldspillere, som er under 18 år og administreres af Koninklijke Nederlandse Voetbalbond (KNVB).